# 谢盖什德
谢盖什德，是匈牙利绍莫吉州所辖的一个村。总面积73.09平方公里，总人口2552，人口密度34.9人/平方公里（2011年1月1日）。